# Krateros

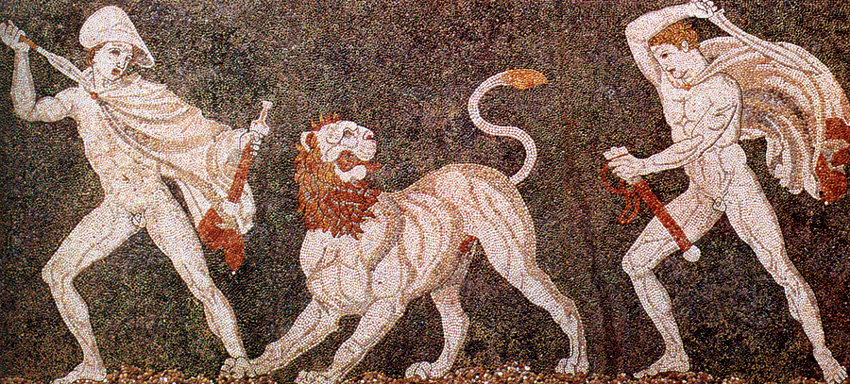
Mosaik som tros föreställa Alexander och Krateros på lejonjakt

Krateros (grekiska: Κρατερός), född 370 f.Kr., död 321 f.Kr., var en general i Alexander den stores här.
Krateros var en av Alexanders främsta officerare. Han var till en början befälhavare vid den kungliga livvakten, och blev sedermera betrodd att utföra flera viktiga uppdrag. År 324 f.Kr. fick han befallning att föra hem en avdelning om 10 000 hemförlovade veteraner till Makedonien, men nåddes på vägen av underrättelsen att Alexander hade dött. Tillsammans med Antipatros övertog han tills vidare styrelsen av Makedoniens europeiska delar, och bidrog med sina veteraner till att knäcka de förenade grekernas motstånd i det lamiska kriget. I den strid som snart utbröt mellan rikets ledande män ställde sig Krateros på Antipatros, Antigonos och Ptolemaios sida mot riksföreståndaren Perdikkas. Han föll år 321 f.Kr. i ett slag mot Perdikkas härförare Eumenes i Kappadokien.